# Liste der indischen Botschafter in Oman
Das indische Konsulat in Maskat, wurde im Februar 1955 eröffnet und im April 1960 zum Generalkonsulat aufgewertet. 1971 wurde die indische Auslandsvertretung in Oman zur Botschaft aufgewertet.
Seit Januar 2008 befindet sie sich im Diplomatenviertel Al Khuwair von Maskat.
In Oman leben über eine halbe Million indische Staatsbürger und bilden die größte ausländische Gemeinde in Oman.
| Ernannt / Akkreditiert | Leiter der Auslandsvertretung | Bemerkungen | ernannt von             | akkreditiert bei | Posten verlassen |
| ---------------------- | ----------------------------- | --- | ----------------------- | ---------------- | ---------------- |
| 1955                   | G.L. Puri                     | Konsul | Jawaharlal Nehru        | Said ibn Taimur  | 1957             |
| 1957                   | Mangharam Bhagvandas          | Konsul | Jawaharlal Nehru        | Said ibn Taimur  | 1959             |
| 1960                   | Mirza Nasiruddin Masud        | Generalkonsul | Jawaharlal Nehru        | Said ibn Taimur  | 1961             |
| 1961                   | Walter E. Eling               | Generalkonsul | Jawaharlal Nehru        | Said ibn Taimur  | 1963             |
| 1963                   | Chiranji Lal Sethi            | Generalkonsul | Jawaharlal Nehru        | Said ibn Taimur  | 1965             |
| 1966                   | S.L. Chibber                  | Generalkonsul | Indira Gandhi           | Said ibn Taimur  | 1967             |
| 1967                   | Dhruba Jyoti Sengupta         | Generalkonsul | Indira Gandhi           | Said ibn Taimur  | 1969             |
| 1970                   | M.L Suri                      | Generalkonsul, ab 1971 Geschäftsträger | Indira Gandhi           | Qabus ibn Said   | 1973             |
| 18. Apr. 1973          | Nirmaljeet Singh              | | Indira Gandhi           | Qabus ibn Said   | 6. Jan. 1977     |
| 10. März 1977          | Arun Kumar Budhiraja          | | Morarji Desai           | Qabus ibn Said   | 10. März 1980    |
| 20. Dez. 1980          | Khiangte Chawhgte Lalvunga    | | Indira Gandhi           | Qabus ibn Said   | 2. Mai 1983      |
| 25. Juli 1983          | Ishaqe Ahmed Sajjad           | | Indira Gandhi           | Qabus ibn Said   | 1. Sep. 1986     |
| 14. Sep. 1986          | Gajanan Rajaram Wakankar      | (* 4. Januar 1940 in Shujalpur, Madhya Pradesh) er ist mit Neela verheiratet, hat eine Tochter und einen Sohn; er ist Master of Arts, 1964 wurde er von den indischen Streitkräfte an der chinesischen und der pakistanischen Grenze eingesetzt, 1969 trat er in den auswärtigen Dienst. | Rajiv Gandhi            | Qabus ibn Said   | 6. Nov. 1989     |
| 9. Nov. 1989           | Ranjit Gupta                  | | Vishwanath Pratap Singh | Qabus ibn Said   | 21. Jan. 1994    |
| 19. Juni 1994          | Indrajit Singh Rathore        | | P. V. Narasimha Rao     | Qabus ibn Said   | 21. Dez. 1998    |
| 6. Feb. 1999           | Satnam Jit Singh              | | Atal Bihari Vajpayee    | Qabus ibn Said   | 15. Juni 2001    |
| 18. Juli 2001          | Kajor Mal Meena               | | Atal Bihari Vajpayee    | Qabus ibn Said   | 25. Juli 2003    |
| 28. Juli 2003          | Talmiz Ahmad                  | | Atal Bihari Vajpayee    | Qabus ibn Said   | 6. Okt. 2004     |
| 12. Dez. 2004          | Ashok Kumar Attri             | | Manmohan Singh          | Qabus ibn Said   | 15. Mai 2007     |
| 4. Aug. 2007           | Anil Wadhwa                   | | Manmohan Singh          | Qabus ibn Said   | 5. Okt. 2011     |
| 2012                   | Jagdish Saksena Mukul         | (* 22. April 1957) | Manmohan Singh          | Qabus ibn Said   |                  |